# Miss Tierra 2013
Miss Tierra 2013, la 13.ª edición del concurso Miss Tierra, se llevó a cabo el 7 de diciembre de 2013 en el Palacio de Versailles de Muntinlupa, Filipinas. Candidatas de 89 naciones y territorios autónomos compitieron por el título de Miss Tierra. Al final del evento Tereza Fajksová, Miss Tierra 2012 de República Checa coronó a Alyz Henrich de Venezuela como su sucesora.
El eslogan de esta edición del certamen fue: «El año Internacional de la Cooperación del Agua».

## Resultados
| Resultados finales      | Candidata |
| ----------------------- | --- |
| Miss Tierra 2013        | - Venezuela - Alyz Henrich |
| Miss Aire               | - Austria - Katia Wagner |
| Miss Agua               | - Tailandia - Punika Kulsoontornrut |
| Miss Fuego              | - Corea - Catharina Choi |
| Finalistas (Top 8)      | - Filipinas - Angelee de los Reyes - México - Kristal Silva - Polonia - Aleksandra Szczęsna - Serbia - Andjelka Tomasevic                                                                                              |
| Semifinalistas (Top 16) | - Chile - Natalia Lermanda - China - Lisa Xiang - España - Cristina Martínez - Estados Unidos -Nicole Veléz - Francia - Sophie Garenaux - Mauricio - Virginie Dorza - Sudáfrica - Ashanti Mbanga - Turquía - Ezgi Avci |

## Medallero de Miss Tierra
| Rank | País/Territorio   | Oro | Plata | Bronce | Total |
| ---- | ----------------- | --- | ----- | ------ | ----- |
| 1    | Tailandia         | 2   | 0     | 1      | 3     |
| 2    | India             | 2   | 0     | 0      | 2     |
| 2    | Sudáfrica         | 2   | 0     | 0      | 2     |
| 4    | Ucrania           | 1   | 1     | 1      | 3     |
| 5    | Nepal             | 1   | 1     | 0      | 2     |
| 5    | Irlanda del Norte | 1   | 1     | 0      | 2     |
| 5    | Rusia             | 1   | 1     | 0      | 2     |
| 8    | Venezuela         | 1   | 0     | 2      | 3     |
| 9    | Indonesia         | 1   | 0     | 1      | 2     |
| 10   | Austria           | 1   | 0     | 0      | 1     |
| 10   | Bahamas           | 1   | 0     | 0      | 1     |
| 10   | Kazajistán        | 1   | 0     | 0      | 1     |
| 10   | Estados Unidos    | 1   | 0     | 0      | 1     |
| 14   | Filipinas         | 0   | 2     | 3      | 5     |
| 15   | Macao             | 0   | 2     | 0      | 2     |
| 16   | Brasil            | 0   | 1     | 0      | 1     |
| 16   | China             | 0   | 1     | 0      | 1     |
| 16   | Colombia          | 0   | 1     | 0      | 1     |
| 16   | Guatemala         | 0   | 1     | 0      | 1     |
| 16   | Corea             | 0   | 1     | 0      | 1     |
| 16   | Países Bajos      | 0   | 1     | 0      | 1     |
| 16   | Nigeria           | 0   | 1     | 0      | 1     |
| 16   | España            | 0   | 1     | 0      | 1     |
| 24   | Bolivia           | 0   | 0     | 1      | 1     |
| 24   | Francia           | 0   | 0     | 1      | 1     |
| 24   | Noruega           | 0   | 0     | 1      | 1     |
| 24   | Panamá            | 0   | 0     | 1      | 1     |
| 24   | Tanzania          | 0   | 0     | 1      | 1     |
| 24   | Zambia            | 0   | 0     | 1      | 1     |
| 24   | Turquía           | 0   | 0     | 1      | 1     |